# Xabier Fernández
Xabier Fernández Gaztañaga (Ibarra, 19 ottobre 1976) è un velista spagnolo.
Ha partecipato a tre edizioni dei giochi olimpici (2004, 2008 e 2012) conquistando complessivamente due medaglie.

## Palmarès
Olimpiadi
- 2 medaglie:
  - 1 oro (classe 49er a Atene 2004)
  - 1 argento (classe 49er a Pechino 2008).

Mondiali
- 3 medaglie:
  - 3 ori (classe 49er 2002, classe 49er 2004, classe 49er 2010).